# Germain (cratère)
Pour les articles homonymes, voir Germain.
Germain est le nom d'un cratère d'impact présent sur la surface de Vénus. 
Le cratère a ainsi été nommé par l'Union astronomique internationale en 1991 en hommage à la mathématicienne, physicienne et philosophe française Sophie Germain.  
Son diamètre est de 59,3 km. Il se situe dans la région du quadrangle d'Aino Planitia (quadrangle V-46). 